# Ingerophrynus galeatus
Ingerophrynus galeatus)es una especie de anfibios de la familia Bufonidae.
Se encuentra en Camboya, China, Laos y Vietnam.
Su hábitat natural incluye bosques secos tropicales o subtropicales, montanos secos y ríos.
Está amenazada de extinción.